# Martín de Zavala

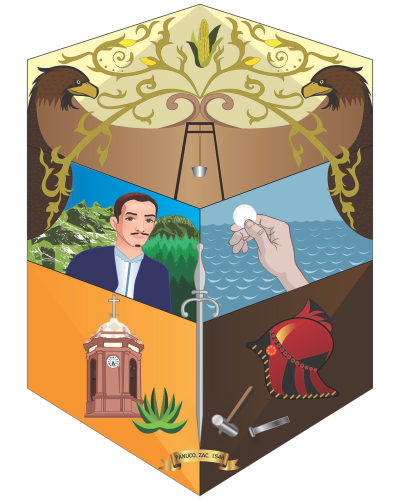
Representación en el escudo municipal de Pánuco, Zacatecas

Martín de Zavala y Sepúlveda (Real de Pánuco, Zacatecas 1597 -Monterrey, Nuevo Reino de León 8 de agosto de 1664) fue un administrador colonial, gobernador de Nuevo León, recordado por haber fundado la Villa de Cerralvo (Nuevo León). 
Fue también caballero de la Orden de Santiago y teniente de capitán general del Reino de la Galicia. Puso de su capital los gastos utilizados para pacificar muchos lugares del Nuevo Reino de León, estableciendo caminos que permitieron consolidar los asentamientos humanos de la región.

## Orígenes
Nace en el año de 1597 en Real de Pánuco, hijo natural de Agustín de Zavala y de Ana María de Sepúlveda. Fue el primer hijo de Agustín y el tercero de Ana María. Su padre lo envía a España para obtener la mejor educación posible, estudiando en la Universidad de Salamanca. Alcanzó a dominar varios idiomas: el español, latín y el toscano.

## Gobernador
Viaja en 1624 a Madrid para entrevistarse con el rey Felipe IV para solicitar capitulaciones de pacificación y fomento del Nuevo Reino de León firmándose el 3 de abril de 1625 y el 25 de mayo le es conferido el nombramiento de gobernador, capitán general y alguacil mayor de dicho reino tomando posesión del cargo el 24 de agosto de 1626, recibiendo un reino de extrema pobreza y un "estado de guerra" entre los colonos e indios provocado por las sublevaciones de estos últimos por las injusticias cometidas por los primeros.
Comprometido con la capitulación otorgada por el rey "funda" la Villa de Cerralvo cuando en realidad lo que hizo fue rebautizar la ciudad de Monterrey, hecho que molesto a los vecinos cuyas voces fueron oidas por el Virrey marqués de Cerralvo quien solicita restituir su título original haciéndose efectivo el 31 de agosto de 1627 mientras que en la despoblada ciudad de León, instala un presidio otorgándole el nombre de San Gregorio de Cerralvo en honor del decimoquinto virrey de Nueva España, don Rodrigo Pacheco y Osorio, marqués de Cerralbo (marquesado situado en España)
El 25 de febrero de 1638 funda la villa de San Juan Bautista de Cadereyta.

## Monclova
En el año de 1643 el Gobernador del Reino de Nueva Vizcaya, Luis de Váldez y Rejano inicia juicio ante la Real Audiencia de Guadalajara, contra el gobernador Zavala por la posesión del territorio de Almaden (Monclova) Monclova, (región circunscrita a la actual Monclova), y con las pruebas presentadas la Real Audiencia terminó fallando a favor de Valdez, otorgándole el control de la región de Monclova, y de hecho con ello del inmenso territorio que se extendía hacia el Norte, sin embargo solo fue un triunfo legal, pero no de hechos ya que en los siguientes años, hasta 1674, cuando fray Juan Larios, franciscano, trató de evangelizar a los indígenas de aquellas regiones, fundándose una pequeña villa, con indígenas tlaxcaltecas, Nuestra Señora de Guadalupe, pero para 1682 los frailes abandonaron su labor, quedando algunas familias tlaxcaltecas que sobrevivirían con enormes esfuerzos, sin embargo, y volviendo al litigio territorial, a pesar de ese logro no hubo ningún intento en firma, es decir con suficientes recursos humanos y materiales, por colonizar dicho territorio; lo que si resultó positivo fue que las autoridades del Nuevo Reino de León dejaron de reclamarlo como parte su jurisdicción.

## Muerte
Fallece el 8 de agosto de 1664 en Monterrey, Nuevo Reino de León sin nombrar sucesor al que tenía derecho según la capitulación obtenida del rey Felipe IV. En juicio de residencia promovido por Nicolás de Azcárraga quien condena su gestión tomando posesión de una hacienda de ovejas en Cadereyta y algunas minas abandonadas en Cerralvo, sin cumplirse cabalmente la sentencia.

## Obras impresas
- 1650:Representación al Rey sobre la conservación de la ciudad de Monterrey, cabeza del Nuevo Reino de León, que había poblado, y lo que era necesario para uno y otro.
- 1650:Representación al Rey, en que se pinta el estado de la ciudad de Monterrey, y se proponen los medios y arbitrios para su conservación y aumento.
- 1650:Memoriales al Rey, que contiene el modo con que cuida de aquellas gentes, y lo necesario para su manutención.